# Anselmo Marzato
Anselmo Marzato OFMCap (ur. 6 albo 16 listopada 1543 w Monopoli, zm. 17 sierpnia 1607 we Frascati) – włoski kardynał.

## Życiorys
Urodził się 6 albo 16 listopada 1543 roku w Monopoli, jako syn Andrei Marzata i Cornelii Mailli. Jego chcrzcielnym imieniem było Claudio. W 1573 roku omdówił poślubienia młodej i zamożnej szlachcianki i wstąpił do zakonu kapucynów, a 24 grudnia złożył profesję wieczystą. Był legatem a latere we Francji i cenionym wykładowcą teologii i filozofii. 9 czerwca 1604 roku został kreowany kardynałem prezbiterem i otrzymał kościół tytularny San Pietro in Montorio. 12 lutego 1607 roku został wybrany arcybiskupem Chieti, a dwanaście dni później przyjął sakrę. Zmarł 17 sierpnia tego samego roku we Frascati.